# Малко-Кадиево
Малко-Кадиево (болг. Малко Кадиево) — село в Болгарии. Находится в Старозагорской области, входит в общину Стара-Загора. Население составляет 327 человек.

## Политическая ситуация
В местном кметстве Малко-Кадиево, в состав которого входит Малко-Кадиево, должность кмета (старосты) исполняет Марийка Николова Донева (Болгарская социалистическая партия (БСП)) по результатам выборов правления кметства.
Кмет (мэр) общины Стара-Загора — Светлин Танчев (Граждане за европейское развитие Болгарии (ГЕРБ)) по результатам выборов в правление общины.